# 옥계2공단로
옥계2공단로(Okgye2gongdan-ro)는 경상북도 구미시 인동동 인동광장교차로 에서 구미시 산동읍 괴곡삼거리를 잇는 도로이다.

## 주요 경유지
경상북도
- 구미시 (인동동 . 양포동 . 산동읍)

## 노선
| 이름            | 접속 노선                   | 소재지        | 소재지        | 비고          |
| 삼일로와 직결   | 삼일로와 직결               | 삼일로와 직결 | 삼일로와 직결 | 삼일로와 직결 |
| --------------- | --------------------------- | ------------- | ------------- | ------------- |
| 인동광장 교차로 | 지방도 제514호선 (수출대로) | 구미시        | 인동동        |               |
| 옥계교          |                             | 구미시        | 양포동        |               |
| (이름없음)      | 산호대로                    | 구미시        | 양포동        |               |
| 성수 교차로     | 성령길                      | 구미시        | 산동읍        |               |
| 성수천교        |                             | 구미시        | 산동읍        |               |
| 괴곡 교차로     | 국도 제25호선 (낙동대로)    | 구미시        | 산동읍        |               |
| 괴곡삼거리      | 강동로                      | 구미시        | 산동읍        |               |

## 주요 시설및 건물
- 신한은행  LG이노텍출장소 (옥계2공단로 221/구포동 624)
- 맥도날드 구미옥계DT점 (옥계2공단로 390/옥계동 362-1)
- 농협 인동농협 하나로마트 양포점 (옥계2공단로 466/옥계동 457-6)
- SK에너지 양포주유소 (옥계2공단로 548/옥계동 483-10)
- SK에너지 양포LPG충전소 (옥계2공단로 554/옥계동 483-1)
- 하이넷구미옥계수소충전소 (옥계2공단로 554/옥계동 483-1)
- 현대자동차 블루핸즈 북구미현대서비스 (옥계2공단로 640/성수리 145-1)